# 圣博利兹
圣博利兹（法語：Saint-Beaulize，法語發音：[sɛ̃ boliz]）是法国阿韦龙省的一个市镇，属于米约区。

## 地理
圣博利兹（43°53'50"N, 3°6'34"E）面积19.97 平方千米，位于法国奧克西塔尼大區阿韦龙省，该省份为法国南部内陆省份，位于法國中央高原南部，北起顺时针与康塔爾省、洛泽尔省、加尔省、埃罗省、塔恩省、塔恩-加龙省和洛特省接壤。
与圣博利兹接壤的市镇（或旧市镇、城区）包括：科尔尼斯、马尔纳格和拉图尔、丰达芒特、塞尔农河畔圣厄拉利、圣让和圣保罗。

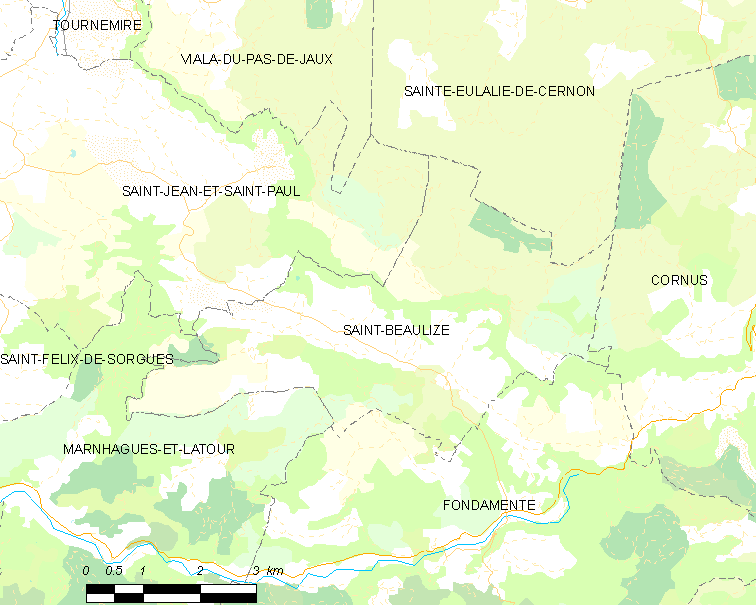
圣博利兹的OSM定位图

圣博利兹的时区为UTC+01:00、UTC+02:00（夏令时）。

## 行政
圣博利兹的邮政编码为12540，INSEE市镇编码为12212。

## 政治
圣博利兹所属的省级选区为科斯-鲁日耶县。

## 人口

1962-2008年间圣博利兹人口变化图示

圣博利兹于2022年1月1日时的人口数量为100人。